# Acalypha lyallii
Acalypha lyallii é uma espécie de flor do gênero Acalypha, pertencente à família Euphorbiaceae.